# Catocala retecta
Catocala retecta (tên tiếng Anh: Yellow-Gray Underwing) là một loài bướm đêm thuộc họ Erebidae. Loài này có thể có ở miền nam Ontario và Quebec phía nam qua Maine và New Jersey, phía nam qua Tennessee tới Georgia và phía tây đến Arkansas và Kansas và phía bắc đến Wisconsin. Có một phụ loài được công nhận, Catocala retecta luctuosa, đôi khi được xem là một loài có hiệu lực với tên thông dụng Bướm cánh dưới viền vàng.

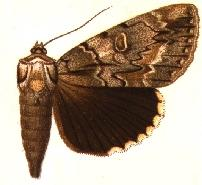
Minh họa

Sải cánh dài 60–75 mm. The moths gặp ở tháng 7 đến tháng 10 tùy theo địa điểm.
Ấu trùng ăn các loài Juglans và Carya.